# カレドニアン・スリーパー

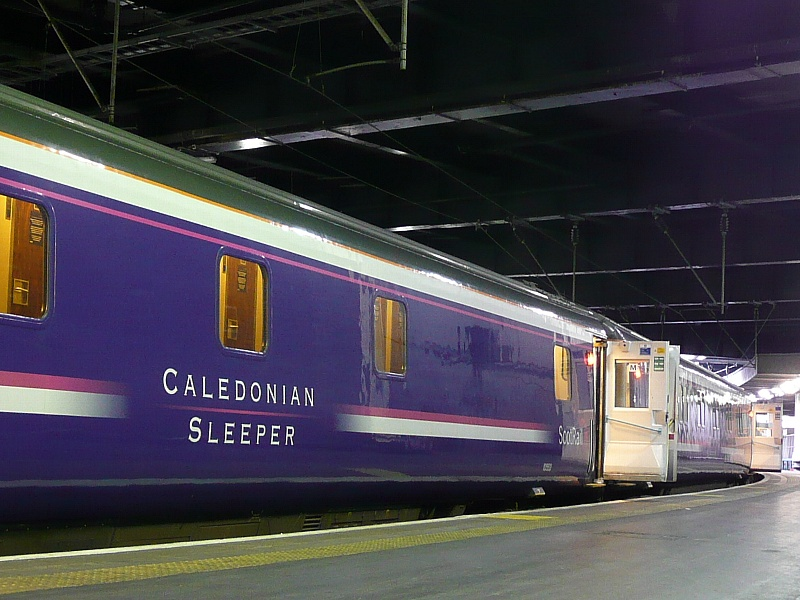
客車の寝台設備

カレドニアン・スリーパー（Caledonian Sleeper）は、イギリスの首都ロンドンと、エディンバラ、グラスゴー、インヴァネスなどのスコットランドの都市との間を走る寝台列車である。また、グレート・ウェスタン・レールウェイのナイト・リビエラ（ロンドン～ペンザンス間）と並び、イギリス国内に現存する2つの寝台列車のうちのひとつでもある。

## 運行概要

カレドニアン・スリーパー　運航路線図

カレドニアン・スリーパーには以下の2系統があり、それぞれ土曜日発を除く週6日、1日1往復ずつ運転されている。イギリス国内を運行する列車の中ではもっとも一編成の列車長が長い。
- ロンドン～インヴァネス、アバディーン、フォートウィリアム

ロンドン・ユーストン駅を1つの列車として出発し、エディンバラ・ウェイヴァリー駅で3つに分割、それぞれインヴァネス駅、アバディーン駅、フォートウィリアム駅へと向かう。南行きはその逆で、インヴァネス駅、アバディーン駅、フォートウィリアム駅を出発した各列車が、エディンバラ・ウェイヴァリー駅で1つに結合され、ロンドン・ユーストン駅へと向かう。エディンバラは運転停車扱いであり、エディンバラ - フォート・ウィリアムまでの各駅の間とを利用する以外、乗降できない。通称、ハイランド・カレドニアン・スリーパー（Highland Caledonian Sleeper）と呼ばれる。
- ロンドン～グラスゴー、エディンバラ

ロンドン・ユーストン駅を1つの列車として出発し、Carstairs駅（Carstairs railway station）で2つに分割、それぞれグラスゴー・セントラル駅、エディンバラ・ウェイヴァリー駅へと向かう。南行きはその逆で、グラスゴー・セントラル駅、エディンバラ・ウェイヴァリー駅を出発した各列車が、Carstairs駅で1つに結合され、ロンドン・ユーストン駅へと向かう。ハイランド・スリーパーに対し、ローランド・カレドニアン・スリーパー（Lowland Caledonian Sleeper）と呼ばれる。

## 客室概要

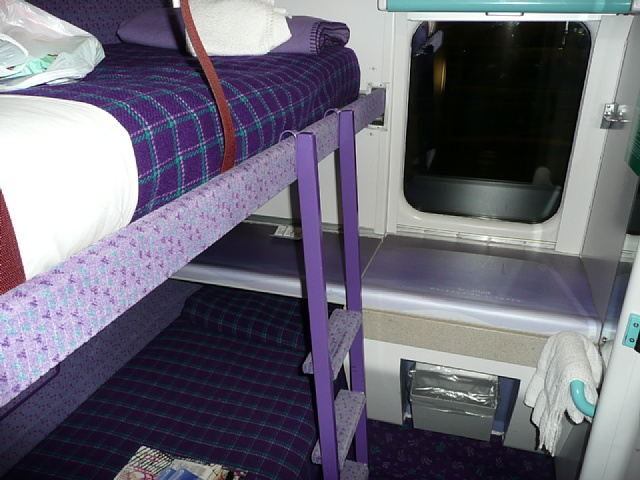
スタンダードクラス室内

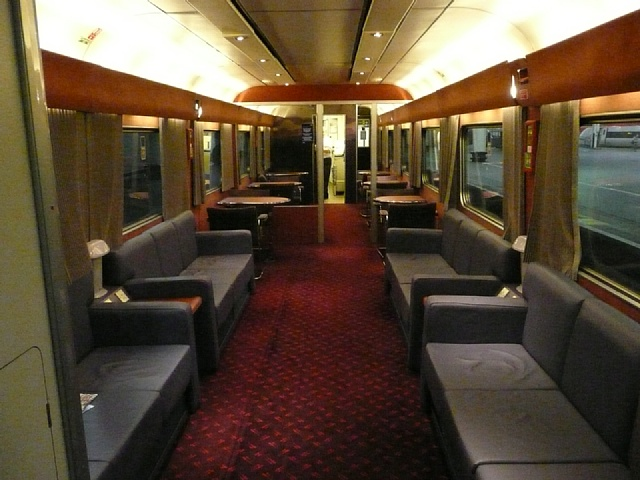
ラウンジカー

以下の3種類が用意されている。
- ファーストクラス寝台

1人用個室。洗面台付。朝食付。ルームサービスも利用可能。
- スタンダードクラス寝台

2段ベッドの2人用個室。洗面台付。朝食（軽食）付。1人で利用する場合は、同性の他の客と同室になることがある。（追加料金で、占有することも可能。）
- スタンダードクラス座席

リクライニング、フットレスト付。全席指定。他社昼行便のファーストクラス相当の座席設備。夜間でも減灯されないが、アイマスクが無料で配布される。尚、座席車の乗客のみフォートウィリアム発着便に関しては、途中エディンバラ・ウェイバリー駅（ロンドン発の場合午前４時半ごろ着、ロンドン行きは午前０時５０分着）で車両を移動しなければならない 。
この他、寝台車の乗客向けにラウンジカーが用意されていて、ソファー等でくつろぐことが出来る（混雑時は、ファーストクラスの乗客のみ利用可能）。また、軽食・飲み物等も購入できる。座席車の乗客は、軽食・飲み物の購入のみ可能であり、それ以外のラウンジ設備を利用することはできない。
シャワー設備は無いが、それぞれの始発、終着駅にシャワー設備がある。ファーストクラスの乗客はアバディーン駅、フォート・ウィリアム駅、ロンドン・ユーストン駅のシャワー設備を無料で使用できる。一方エディンバラ・ウェイバリー駅とグラスゴー・セントラル駅のシャワー設備に対しては、ファーストクラスの乗客でも使用料金が必要である。また、ラウンジカーも含め、全車禁煙。自転車の積載も可能。
車両については、2019年に、マーク3客車、マーク2客車に替えて、マーク5客車が導入された。牽引機関車はクラス92電気機関車、クラス73電気ディーゼル機関車、クラス67ディーゼル機関車が使用されている。

## 運賃・料金
カレドニアン・スリーパーの寝台車を利用する場合、運賃及び寝台料金がセットになった包括タイプの切符を購入するか、もしくは通常の切符（レールパス類を含む）に寝台券を追加購入して利用するかの二通りがある。尚、包括タイプの切符は片道券のみの発売であり、往復利用する場合は単純に片道券を往復分購入する。
レールカード所持者は、包括タイプの切符に対して10%の割引を受けられる。通常の切符に寝台券を買い足して利用する場合、寝台券部分に対する割引はないが、運賃部分に対して34%引が適用される。
以下に、寝台券のみの料金を示す。
| 等級                            | 料金       |
| ------------------------------- | ---------- |
| ファーストクラス                | 45.6ポンド |
| スタンダードクラス              | 40.2ポンド |
| スタンダードクラス シングル利用 | 57.2ポンド |